# Voivodat de Pomerània Occidental
El voivodat de Pomerània Occidental (en polonès województwo zachodniopomorskie) és una de 16 unitats d'organització administrativa de nivell superior a Polònia. Està composta de 21 comtats (fins i tot tres ciutats que tenen l'estatut de comtat) i 114 comunes. En 2009 tenia 1.693.284 habitants. Ocupa la superfície de 22.892,48 quilòmetres quadrats. La seva capital és la ciutat de Szczecin.
Encara que el voivodat comparteix el seu nom amb la regió històrica de Pomerània Occidental, les seves fronteres no coincideixen amb les antigues.

## Geografia
El voivodat de Pomerània Occidental es troba a la part nord de Polònia, a la costa del Mar Bàltic. La seva superfície de 22.892,48 quilòmetres quadrats inclou també les aigües internes poloneses de la Badia de Szczecin i del Golf de Pomerània. Limita amb Alemanya a l'oest i amb altres voivodats de Polònia: el voivodat de Lubusz i el voivodat de Gran Polònia al sud, i el voivodat de Pomerània a l'est.
La regió està ubicada al llarg de la Costa de Szczecin i la Costa de Koszalin. La part sud forma part de la regió lacustre de Pomerània.
Les principals ciutats en el voivodat inclouen Szczecin (la seva capital), Koszalin, Stargard Szczeciński, Świnoujście, Kołobrzeg, Szczecinek i Police.